# Храм Александра Невского при бывшей Покровской богадельне
Храм Александра Невского при бывшей Покровской богадельне — домовый православный храм в Басманном районе Москвы. Входит в состав Богоявленского благочиния Московской епархии Русской православной церкви.

## История
Храм был возведён в 1858 году в помещении Покровской богадельни, его нарекли в честь святого князя Александра Невского. К концу 1858 года храм был освящён митрополитом Московским и Коломенским Филаретом. В 1883 году задние было расширено — к храму пристроили придел блаженной Ксении Петербуржской, 7 ноября его освятил митрополит Московский и Коломенский Иннокентий в честь именин княжны Ксении, дочери императора Александра III.
При советской власти богадельню закрыли. В 1920 году её здание вместе с храмом было «передано народу». Комплекс богадельни использовался как жилое здание, здесь располагался техникум, фабричные цеха и даже техно-торговый центр. В 1998 году богадельню вместе с храмом закрепили за приходом храма святителя Николая Мирликийского в Покровском. Тогда же при храме учредили патриаршее подворье.
В настоящее время по праздникам в храме проводится литургия, продолжаются работы по восстановлению и реставрации. В примыкающих к храму помещениях находятся воскресная школа и магазин издательства Московской патриархии.
День храма отмечается в день памяти святого благоверного князя Александра Невского — 6 декабря.

## Настоятели
- архимандрит Дионисий (Шишигин)
- Сладков, Кирилл

## Престольные праздники
- Александра Невского — Декабрь 6 [по н.с.] (день преставления), Сентябрь 12 [по н.с.] (перенесение мощей)